# La Taha
La Taha er en kommune i det sydøstlige Spanien i provinsen Granada. Den har et indbyggertal på 759 (2024) indbyggere.